# Валдас Скарбаліус
Валдас Скарбаліус (лит. Valdas Skarbalius; нар. 16 серпня 1983, Каунас) — литовський політичний і громадський діяч, депутат Сейму Литовської Республіки.

## Біографія
У 2001 році закінчив Йонавську середню школу Раймундо Самулявічюса. Протягом 2001-2005 років навчався в Каунаському коледжі бізнесу за спеціальністю менеджмент.
У 2004 році обійняв посаду секретаря Лейбористської партії. У 2005-2008 році Представник Секретаріату Лейбористської партії в Каунаському, Маріямпольському, Алітуському, Паневезькому повітах.
З 2003 року входить до складу Молодіжної організації ДАРБАС.
У 2008-2012 роках помічник-секретар члена Сейму В. Гапшиса.
З 2012 року Депутат Сейму Литовської Республіки, член фракції Лейбористської партії.